# La Cuadra (Argentina)
La Cuadra es una pequeña localidad del departamento Famatina, en el norte de la provincia de La Rioja, Argentina.
Se encuentra sobre la traza de la ruta provincial N.º 11, a poca distancia hacia el norte de la localidad de Santa Cruz (La Rioja).
Cuenta con un centro primario de atención en salud y una escuela de carácter rural.
Su patrono es San Nicolás, y así es como también se llama su iglesia, la cual fue fundada en el 1943.
La Cuadra es una típica localidad de carácter rural, con pequeñas parcelas donde se cultivan frutales vinculadas directamente a las viviendas. Algunos de sus pobladores confeccionan tejidos de modo artesanal.

## Población
Cuenta con 122 habitantes (Indec, 2010), lo que representa un descenso del 33% frente a los 184 habitantes (Indec, 2001) del censo anterior.
| Gráfica de evolución demográfica de La Cuadra entre 1991 y 2010 |
|                                                                 |
| Fuente: Censos nacionales del INDEC                             |

## Sismicidad
La sismicidad de la región de La Rioja es frecuente y de intensidad baja, y un silencio sísmico de terremotos medios a graves cada 30 años en áreas aleatorias.